# 缙云甲龙属
缙云甲龙属（学名：Jinyunpelta，意为“缙云之盾”）是在浙江省缙云县白垩纪两头塘组发现的一属植食性甲龙亚科恐龙，模式种是中国缙云甲龙（Jinyunpelta sinensis）。牠是已知具有较大骨槌的最基礎甲龙亚科物種。

## 发现与命名

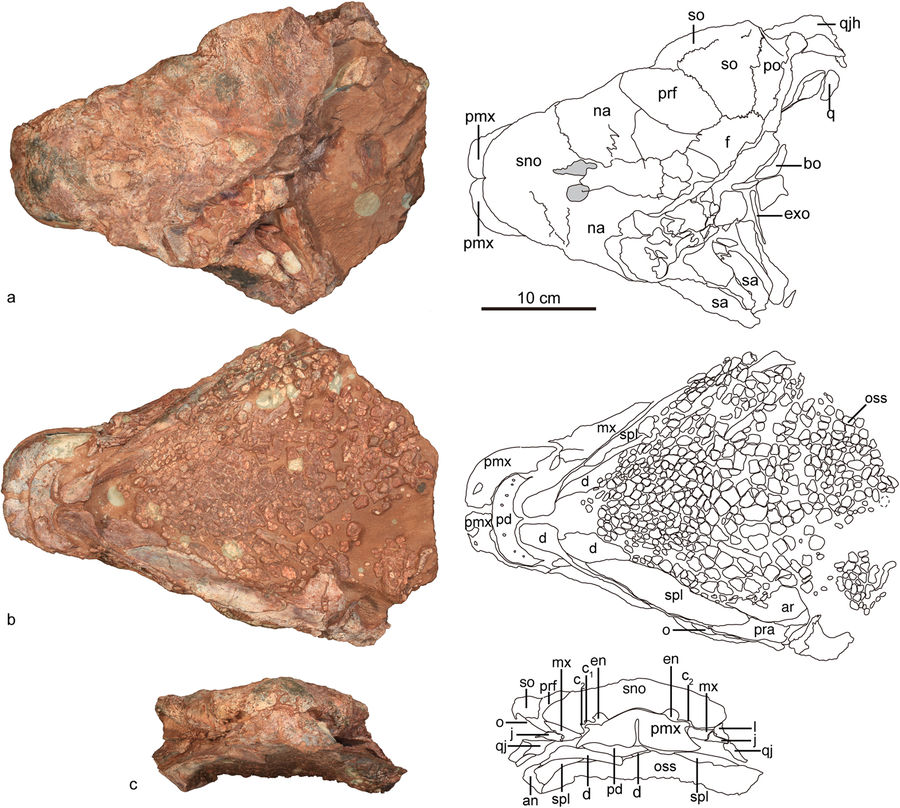
正模标本头骨的上部与下部

2008年6月，壶镇农民李美云在缙云县的一处建筑工地上发现了一具甲龙类遗骸。2008年至2014年间，由浙江省自然历史博物馆、缙云博物馆和福井县立恐龙博物馆组成的联合团队在该地进行挖掘活動。2013年，共發現了五具甲龙骨骼。研究人員根據其中两个标本描述了新物種，而为其他化石所做的清復工作仍在继续。
2018年，模式种中国缙云甲龙由郑文杰、金兴生、東洋一、王琼英、宮田一乘以及徐星所命名、描述。属名将“缙云”与希腊语中的peltè（意为“小盾牌”）结合在一起，这是甲龙类恐龙属名中的一个常见后缀。种名是指其来自于中国。
发掘团队在阿尔布-森诺曼阶（约1亿年前）两头塘组地层中发现了正模标本ZMNH M8960，由部分骨骼组成，有一个完整的头骨，但除了右肱骨和左大腿骨外，后肢大部分缺失。副模标本是ZMNH M8963，是一具没有头骨的骨架，但包括左小腿和一个完整的骨槌，在正模标本2到3米的地方发现。

## 敘述

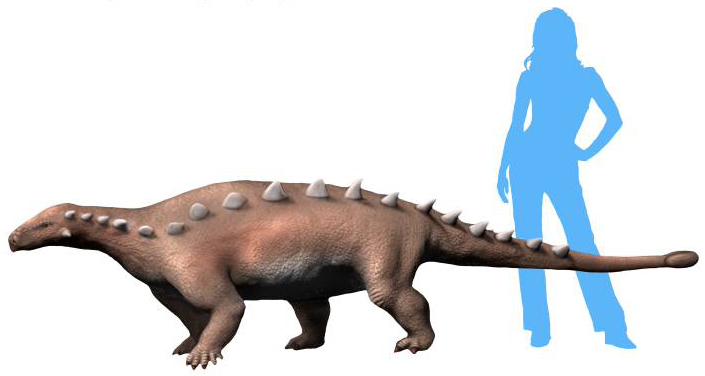
复原图

描述者列出一些显著特征，其中一些是自衍徵。在鼻孔后面有两个额外的开口，它们在甲龙类中被命名为“C1”和“C2”，对于中国缙云甲龙而言，这两个开口与鼻孔中心的位置保持水平。上颌骨前上缘有一三角形凹陷。眶后骨对眼窝的后缘没有影响。前关节骨的前部位于下颚的夹骨后部的下方。在股骨内髁的上方和内侧有一个明显的肌腱疤痕。
此外，中国缙云甲龙表现出了一种独特的特质组合，而这些特质本身并不独特。鼻骨组合的上侧被两个成对的椭圆形开口穿过。眶骨窝是眶前孔的残余，一直延伸到上颌骨、泪骨和颧骨的接触点。前额骨向下延伸，接触到了上颌骨。有些背椎骨有一个拉长的椎体，宽度比普通椎骨宽30%。骨槌在俯视图中呈六边形，最宽点位于后缘附近。

## 分類

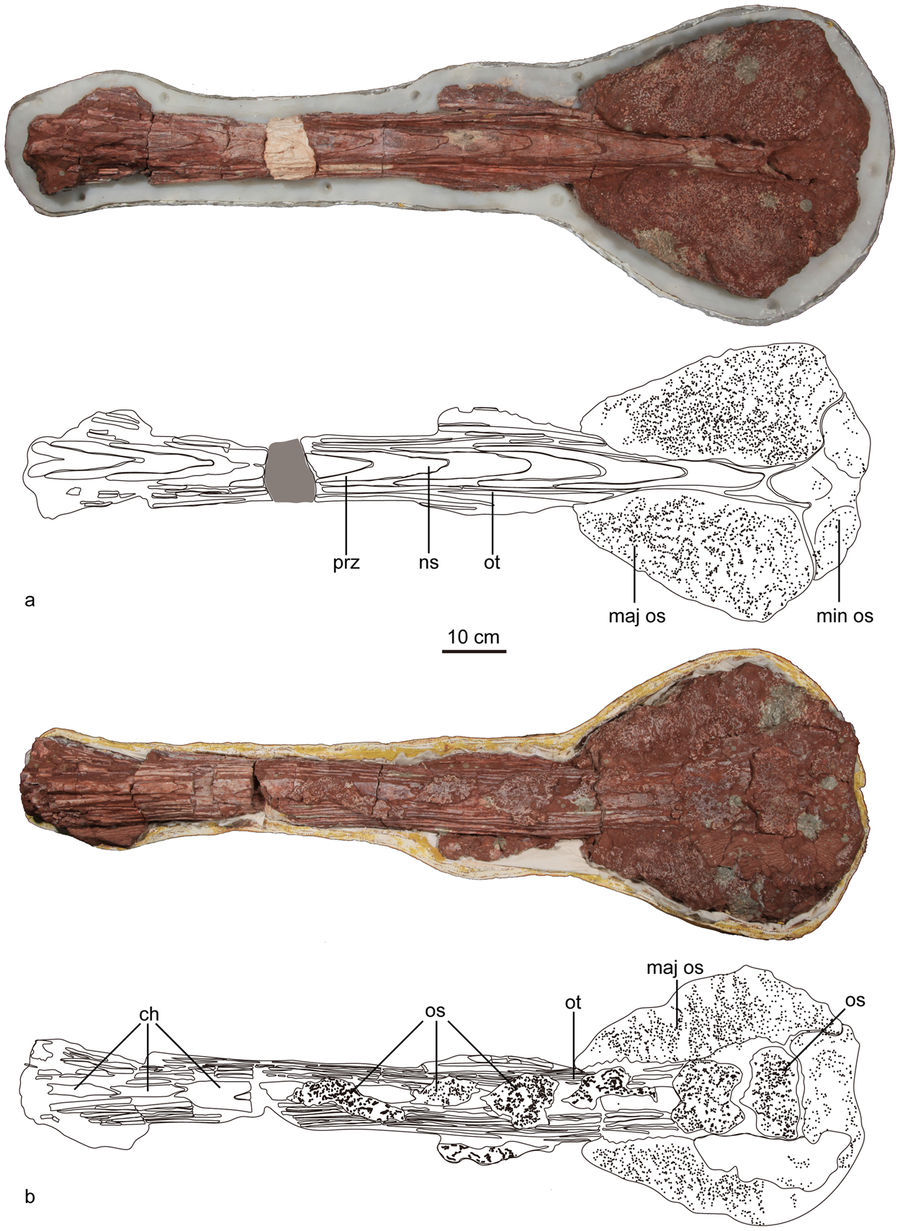
正模标本的骨槌

2018年，缙云甲龙被分類為甲龙科的甲龍亞科，是該演化支中年代最古老的一屬。系統發生學分析顯示牠也是已知最基礎的甲龙亚科，在演化樹中位於克氏盾龍之後。縉雲甲龍可能是擁有較大尾槌的甲龍類中，已知最古老兼最基礎的；以前这个演化地位属于绘龙（坎潘階）。骨槌的大小表明，此特徵是在甲龙類演化早期便已发展起来。此外，缙云甲龙属是亚洲已知分布地最南部的甲龙亚科。